# 加藤ひろみ
加藤 ひろみ（かとう ひろみ、1984年7月14日 - ）は、日本の元女優。

## 略歴・人物
身長:161cm。スリーサイズ:B83(D)・W58・H86。血液型:A型。
出身地： 静岡県 趣味： お菓子作り。
2004年に「CLOSE-UP HIROMI」でマックス・エーよりAVデビュー。

## 作品

### アダルトビデオ
2004年
- CLOSE-UP HIROMI （6月25日、マックス・エー）
- あこがれ美しく （7月27日、マックス・エー）
- clear （8月27日、マックス・エー）
- 黒蝶 －くろあげは－ （9月24日、マックス・エー）
- ZOOM（10月15日、メディアバンク）
- あこがれ美しく（10月29日、マックス・エー）
- CoverGirl（10月30日、VIP）
- 鏡 （11月12日、メディアバンク）
- 契約（11月30日、VIP）
- 拘束人形（12月17日、メディアバンク）
- 虜DOLL （12月31日、VIP）

2005年
- デジタルモザイク　Vol.064 （1月15日、MOODYZ）
- 淫コス（1月21日、メディアバンク）
- 美装（1月31日、VIP）